# Liste der sächsischen Oberhofprediger
Die folgenden Personen waren Oberhofprediger (bis 1539 Hofkaplan, bis 1612 Hofprediger) am Hof in Dresden:

## Hofkaplane
- 1509–1527 Hieronymus Emser
- 1528–1539 Johannes Cochläus

## Evangelische 1. Hofprediger
- 1539–1541 Paul Lindenau
- 1541–1553 Johann Weiß
- 1553–1574 Christian Schütz
- 1574–1589 Martin Mirus
- 1589–1591 Johann Salmuth
- 1591–1594 Martin Mirus
- 1594–1610 Polykarp Leyser der Ältere
- 1610–1612 Paul Jenisch

## Evangelische Oberhofprediger (Titel seit 1614 aufgekommen)
- 1613–1645 Matthias Hoë von Hoënegg
- 1646–1664 Jacob Weller
- 1665–1681 Martin Geier
- 1681–1686 Johann Andreas Lucius
- 1686–1691 Philipp Jacob Spener
- 1691–1692 Georg Green
- 1692–1707 Samuel Benedict Carpzov
- 1707–1708 Gottlob Friedrich Seligmann
- 1708–1722 Heinrich Pipping
- 1723–1723 Johann Christian Bucke
- 1724–1746 Bernhard Walther Marperger
- 1746–1792 Johann Gottfried Hermann
- 1792–1812 Franz Volkmar Reinhard
- 1813–1849 Christoph Ammon
- 1850–1852 Adolf Harleß
- 1855–1873 Karl Theodor Albert Liebner
- 1873–1889 Ernst Volkmar Kohlschütter
- 1890–1898 Ernst Julius Meier
- 1898–1910 Heinrich Ludwig Oskar Ackermann
- 1910–1922 Franz Wilhelm Dibelius

## Evangelische 1. Hofprediger
- 1554 Gallus Döbler
- 1554 Salomo Winter
- 1558 Ambrosius Keil
- 1567 Philipp Wagner
- 1573 Georg List
- 1586 Tobias Beuther
- 1588 Johann Salmuth
- 1589 David Steinbach
- 1591 Matthäus Tragen
- 1595 Konrad Blat
- 1609 Paul Jenisch
- 1610 Michael Niederstetter
- 1610 Daniel Hänichen
- 1619 Christoph Lorenz
- 1659 Valentin Heerbrand
- 1674 Johann Andreas Lucius
- 1678 Samuel Benedict Carpzov
- 1681 Georg Green
- 1691 Johann Bartholomäus Freiesleben
- 1707 Johann Andreas Gleich
- 1737 Johann Jacob Stranz
- 1759 Wilhelm Hermann Schmiedt
- 1771 Christian Gottlob Gehe
- 1796 Johann Georg August Hacker
- 1823 Christian Konstanz Frenkel
- 1829 August Franke
- 1855 Johann Ernst Rudolf Käuffer
- 1866 Bernhard Adolf Langbein
- 1874 Louis Bernhard Rüling
- 1889 Richard Löber
- 1898 Ludwig Bernhard Klemm
- 1903 Wilhelm Richard Friedrich

## Evangelische 2. Hofprediger
- 1558 Nikolaus Selnecker
- 1565 Johann Triller
- 1579 Balthasar Kademann
- 1587 Johann Salmuth
- 1589 David Steinbach
- 1591 unbesetzt
- 1602 Matthias Hoë von Hoënegg
- 1604 Paul Jenisch
- 1609 Michael Niederstetter
- 1610 Daniel Hänichen
- 1613 Christoph Lorenz
- 1619 Martin Schlegel
- 1623 Christian Wille
- 1631 Arnold Mengering
- 1635 Martin Gumprecht
- 1640 Valentin Heerbrand
- 1674 Samuel Benedict Carpzov
- 1678 Georg Green
- 1681 Paul Friedrich Sperling
- 1690 Johann Bartholomäus Freiesleben
- 1691 Herzog Johann Ernst
- 1696 Johann Andreas Gleich
- 1707 Karl Gottfried Engelschall
- 1737 Johann Christoph Hilner
- 1742 Christian Hauschild
- 1760 Christian Gottlob Gehe
- 1771 Johann Gottfried Strauß
- 1779 Christian Ehregott Rasching
- 1796 Friedrich Christian Döhring
- 1814 unbesetzt
- 1822 Samuel Gottlob Fritsch
- 1828 August Franke
- 1830 Johann Ernst Rudolf Käuffer
- 1855 Bernhard Rudolf Langbein
- 1866 Louis Bernhard Rüling
- 1874 Richard Löber
- 1889 Paul Philipp August Benz
- 1890 Ludwig Bernhard Klemm
- 1899 Wilhelm Richard Friedrich
- 1903 Erwin Arthur Kretzschmar
- 1915 Walter Ludwig Zenker
- 1916 Karl Gottlob Immanuel Seidel